# Voorjaarsgoudhaantje
Het voorjaarsgoudhaantje of oosters goudhaantje (Chrysolina oricalcia) is een keversoort uit de familie bladkevers (Chrysomelidae). De wetenschappelijke naam van de soort werd in 1776 gepubliceerd door Müller O. F..